# De Hoek (Haarlemmermeer)
De Hoek is een buurtschap en vooral een bedrijventerrein in de gemeente Haarlemmermeer, in de Nederlandse provincie Noord-Holland. Het is gelegen in het zuidoosten van Hoofddorp en ten noordwesten van Rozenburg (NH), aan de Kruisweg (N196). Hoewel het in het verleden meer inwoners heeft gehad, waren dat er in 2004 nog 20 en in 2017 was dit aantal geslonken tot 15.

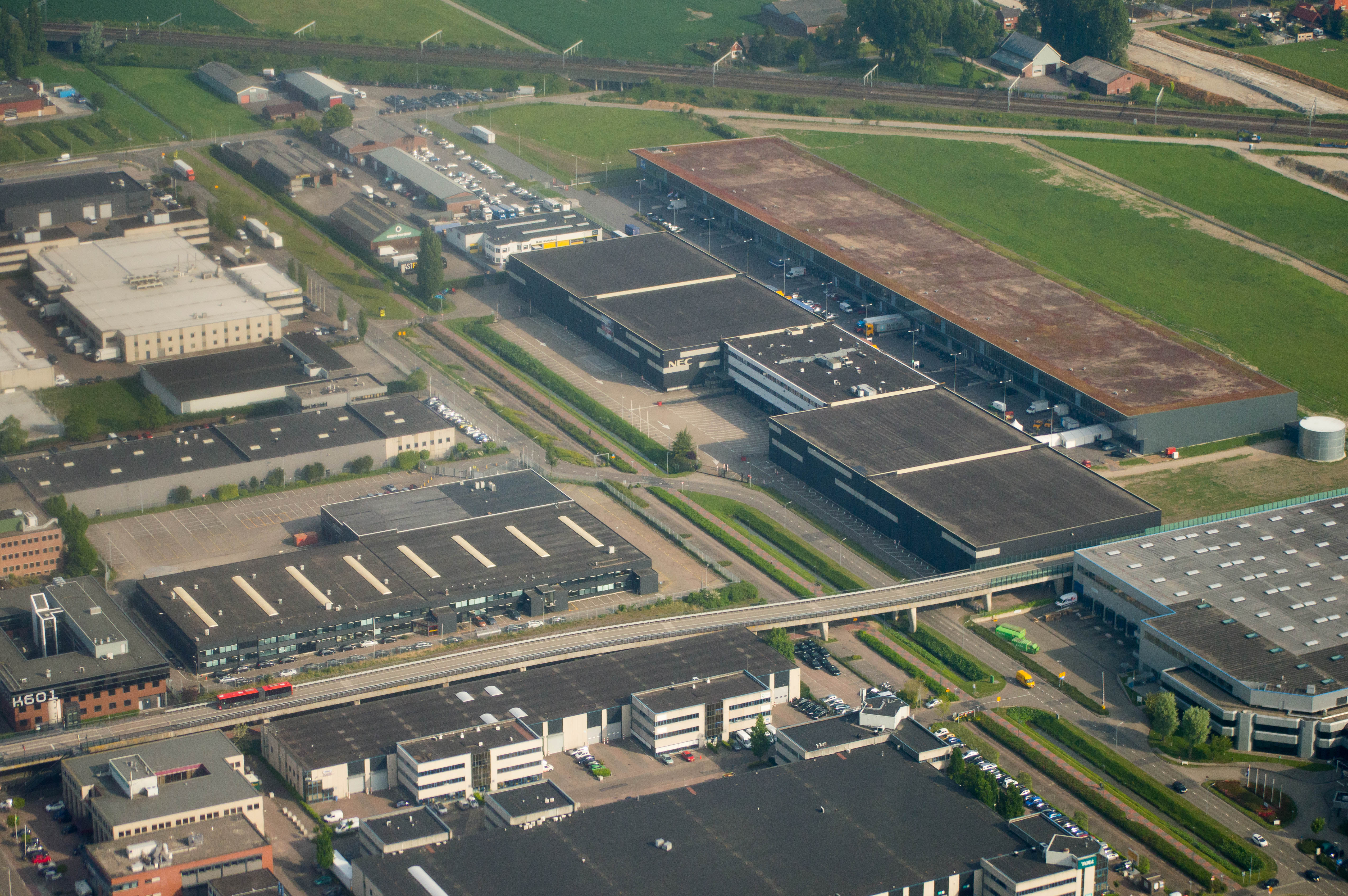
Bedrijven in De Hoek, met op de voorgrond de Zuidtangent-busbaan, op de achtergrond de spoorlijn Hoofddorp-Schiphol

De buurtschap bestaat het voornamelijk uit bedrijven. Door de nabijheid van Luchthaven Schiphol is het een aantrekkelijke locatie voor bij de luchtvaart betrokken bedrijven. De oorspronkelijke bebouwing, die een lintdorp vormde langs de noordoostzijde van de Kruisweg, is grotendeels verdwenen. In 2016 is ter verbetering van het bedrijventerrein door de gemeente Haarlemmermeer en de 'Vereniging Parkmanagement Airport Business Park De Hoek' een bedrijveninvesteringszone opgericht.
Bij De Hoek ligt ook het verkeersknooppunt De Hoek dat in 2003 gevormd is door de aansluiting van de toen nieuw aangelegde Rijksweg A5 (Westrandweg) op de A4 (Den Haag-Amsterdam).
Met openbaar vervoer is De Hoek te bereiken met een aantal buslijnen: de R-net-lijnen 300, 341, 397 en 470, de nachtbussen N30, N70 en N97 en de snelBuzzlijnen 361 en 365. De bussen van R-net en snelBuzz rijden over de vrijliggende verhoogde busbaan Hoofddorp-Schiphol van de Zuidtangent. 
Plaatsen: Abbenes · Badhoevedorp · Beinsdorp · Buitenkaag · Burgerveen · Cruquius · Haarlemmerliede · Halfweg · Hoofddorp · Leimuiderbrug · Lijnden · Lisserbroek · Nieuw-Vennep · Rijsenhout · Rozenburg · Schiphol · Schiphol-Rijk · Spaarndam-Oost · Spaarnwoude · Vijfhuizen · Weteringbrug · Zwaanshoek · Zwanenburg

Gehuchten en buurtschappen: Aalsmeerderbrug · Boesingheliede · Cruquius-Oost · De Hoek · Huigsloot · 't Kabel · De Liede · Nieuwebrug · Nieuwe Meer · Oude Meer · Penningsveer · Schiphol-Oost · Vinkebrug · Vredeburg · Weberbuurt

Voormalige gemeente: Haarlemmerliede en Spaarnwoude

Noord-Holland: Steden en dorpen      Nederland: Provincies · Gemeenten